# Paul Giesler
Paul Giesler (Siegen, Westfalia, 15 de junio de 1895 - Bischofswiesen, Berchtesgaden, 8 de mayo de 1945) fue un miembro del Partido Nazi. Desde 1941 fue Gauleiter de Westfalia-Sur (Westfalen-Süd), entre 1942 y 1945 ejerció como Ministro-Presidente de Baviera, y en los últimos días de la guerra sirvió brevemente como Ministro del Interior.

## Biografía
Nacido en una familia protestante, Giesler participó en la Primera Guerra Mundial y se acabaría convirtiendo en arquitecto, como su padre. 
Más adelante Giesler diría que en 1922 se había afiliado al Partido Nacionalsocialista Obrero Alemán (NSDAP), aunque formalmente no lo hiciera hasta 1928 como el miembro número 72.741. Giesler fue uno de los militantes más violentos de la sección regional del NSDAP, en Siegen, y uno de los jefes locales (Ortsgruppenleiter) hasta antes de 1932. Como miembro de la Sturmabteilung (SA), en 1934, durante la Noche de los cuchillos largos, evitó por poco ser arrestado y ejecutado.
A partir de agosto de 1941 empezó a jugar un rol importante dentro del partido, en parte gracias a las intrigas de Martin Bormann. Por aquel entonces se convirtió en Gauleiter de Westfalia-Sur y desde 1942 se convirtió en el sucesor (en funciones) de Adolf Wagner como Gauleiter de Múnich-Alta Baviera. Tras la muerte de Ludwig Siebert, también asumió el cargo de Ministerpräsident de Baviera. Fue de hecho un seguidor incondicional de Hitler que durante los últimos años de la contienda gobernó Baviera con una eficiencia despiadada y con un poder casi ilimitado. A medida que la guerra avanzó, Giesler fue ganando cada vez más y más poder. El 30 de enero de 1943 fue ascendido al rango de SA-Obergruppenführer, y desde el 25 de septiembre de 1944 Giesler fue organizador y líder del Volkssturm en su distrito. En enero de 1945 aprobó publicar en el correo militar de Múnich un eslogan que decía: "El odio debe tener vía libre. Nuestros sentimientos de odio deben imponerse sobre nuestros oponentes como brasas ardientes".
El 20 de abril de 1945, por intrigas de Martin Bormann y con la complicidad de Heinrich Himmler, Giesler destituyó al SS-Obergruppenführer Karl von Eberstein como jefe de las fuerzas policiales de Múnich y Baviera bajo la acusación de "derrotismo". Coincidiendo con los últimos días del Tercer Reich, entre el 28 y 29 de abril dirigió el fusilamiento o ahorcamiento de 16 habitantes en la localidad bávara de Penzberg, en lo que sería conocido como Penzberger Mordnacht ("La noche mortal de Penzberger").
El 29 de abril de 1945 Hitler, en su testamento político, nombró a Paul Giesler sucesor de Himmler como Ministro del Interior, aunque en la práctica el nombramiento tuvo escasa importancia, dada la caótica situación de Alemania. Giesler falleció el 8 de mayo de 1945, después de haberse intentado suicidar en un primer momento.

## Familia
Su hermano, Hermann Giesler, fue también un reconocido arquitecto e incondicional militante nazi hasta el día de su muerte.